# Castelul Mikes din Zăbala
Castelul Mikes din Zăbala este un ansamblu de monumente istorice aflat pe teritoriul satului Zăbala, comuna Zăbala. În Repertoriul Arheologic Național, monumentul apare cu codul 65057.03.
Ansamblul este format din două monumente:
- Castelul Mikes, azi locuință (cod LMI CV-II-m-A-13331.01)
- Parc (cod LMI CV-II-m-A-13331.02)